# باد رابناو
باد رابنوا (بالألمانية: Bad Rappenau) هي Grosse Kreisstadt، الحمامات الطبية، مدينة وبلدة ألمانية تقع في ألمانيا في Regierungsbezirk Stuttgart. يقدر عدد سكانها بـ 20,667 نسمة .

## المدن التوأمة
مدن Contrexéville، Llandrindod Wells وSchönheide هي مدن توأمة لـباد رابنوا.

## معرض صور

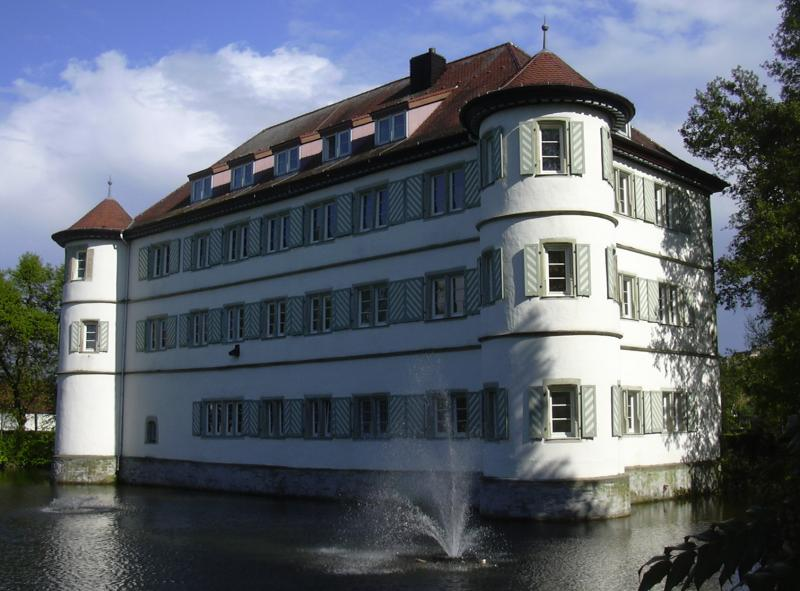
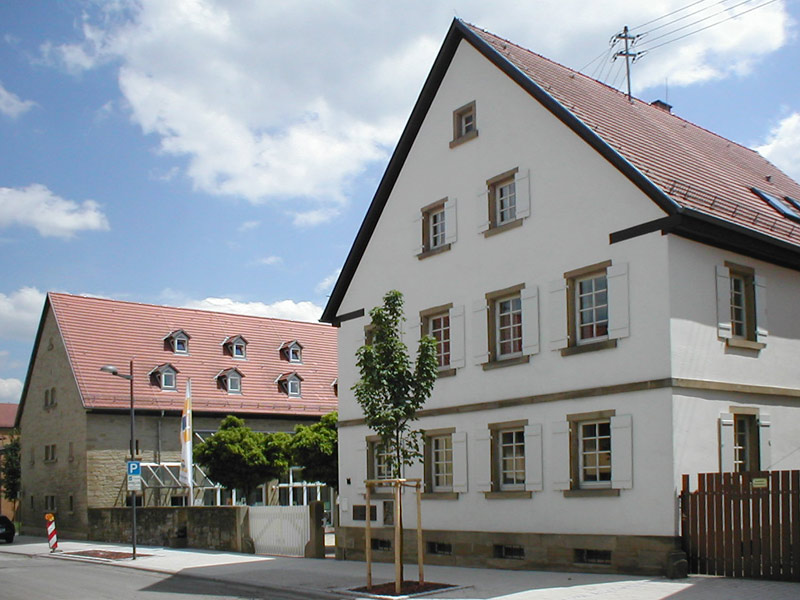
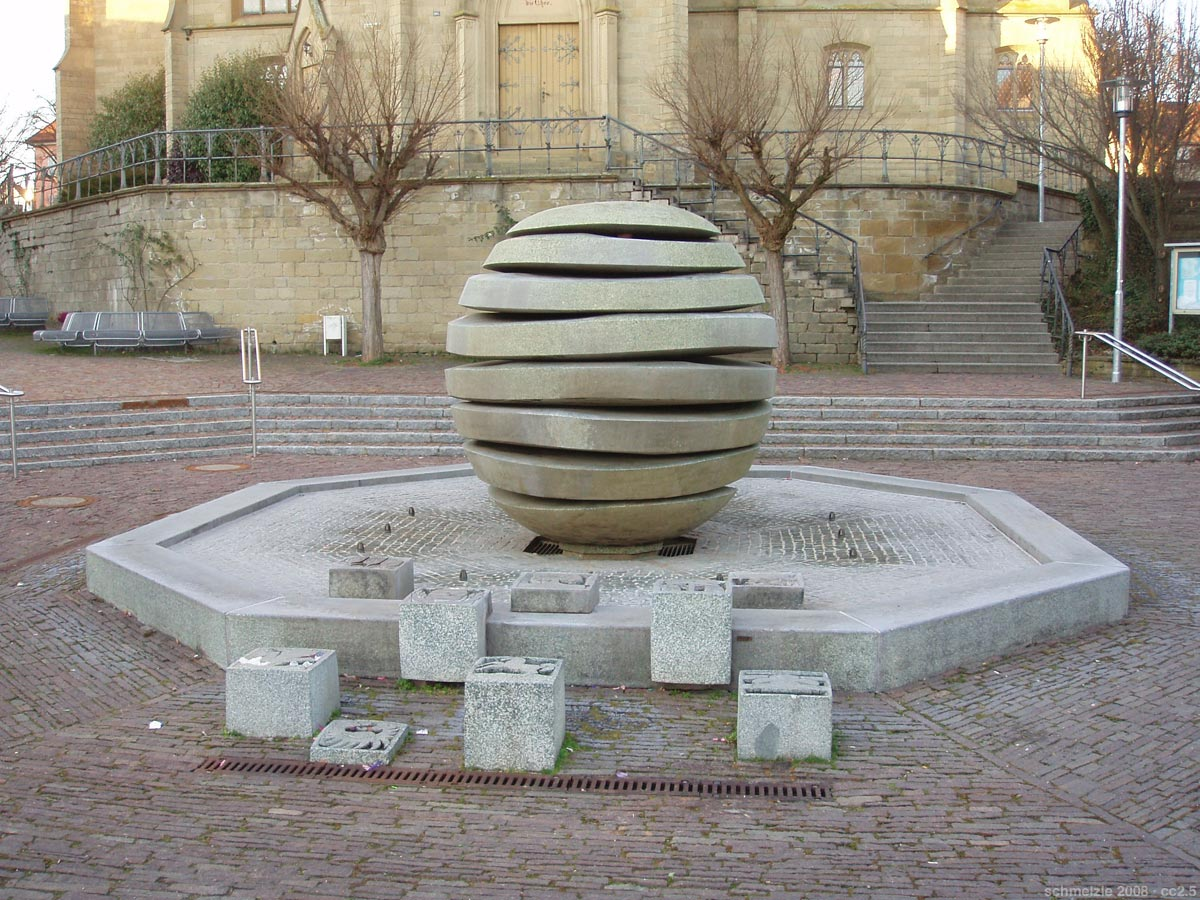
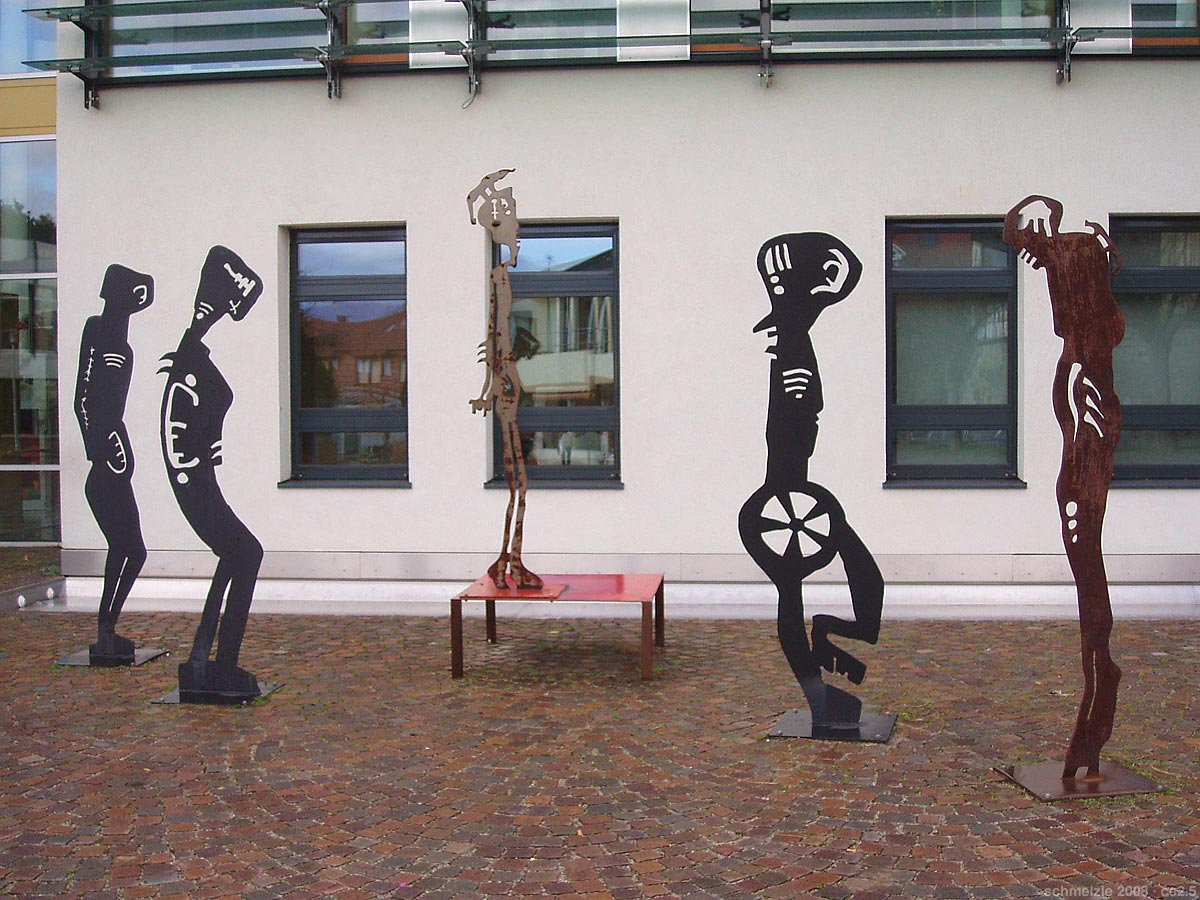